# 쓰촨성
쓰촨성(중국어: 四川省, 병음: Sìchuān Shěng, 한국어: 사천성)은 중화인민공화국 서부 내륙 지역에 있는 성(省)이다. 성도는 청두시이다.
고대에는 황하 문명과는 다른 갈래의 독자적 청동기 문화인 쓰촨 문명의 중심지였으며, 삼성퇴 유적 등이 쓰촨 문명의 흔적을 드러내고 있다. 221년 유비가 이곳에 촉한을 세워 263년까지 계속되었다. 주요 도시로는 청두를 비롯하여 난충시, 다저우시, 몐양시 등이 있다.

## 명칭
'사천(四川)'이란 이름은 북송 함평(咸平) 4년(1001년) 기존의 서천로와 협로를 나누어 '익주로', '이주로', '재주로', '기주로' 등 4개 로를 설치하여 천협사로(川峽四路)로 통칭한 것에서 유래하였다. 고대에는 지역 내에 있던 파나라, 촉나라의 이름을 따 파촉(巴蜀)으로 불렸으며, 당나라 중기인 757년 검남절도사(劍南節度使)가 검남동천절도사와 검남서천절도사로 분리되면서 처음 이 지역을 천(川)으로 지칭하게 되었다. 이때 천(川)은 넓은 들판(平川廣野)을 의미하며, 흔히 민강, 금사강, 타강, 가릉강 등 네 개의 하천이 흘러 붙인 이름이라고 알려져 있지만 사실이 아니다.

## 역사
약 200만 년 전 사천(四川) 지역에서 인류 활동이 시작되었고, 지금으로부터 2만5천 년 전 문명이 출현하기 시작하여 삼성퇴 문명(三星堆文明)으로 대표되는 고도로 발달한 고촉 문명이 형성되었다. 진(秦) 왕조가 쓰촨을 통치한 이후 쓰촨은 점차 중원(中原) 문화에 유입되기 시작하여 중국 역사상 중요한 위치를 차지하였다.

### 고촉 문명
고대 역사 연구에 따르면, 약 200만 년 전 구석기 시대 초기 사천에서 인류 활동이 시작되었다고 한다. 지금으로부터 7~8천 년 전 사천 지역은 점차 신석기 시대로 진입하였다. 약 4~5천 년 전, 사천 지역은 고대 전설(傳說)시기로 접어들었는데 이 시기는 유적의 고고학적 발굴과 구두로 전해지는 전설이 늦어도 상대(商代)에는 성도 평원(成都-)이 이미 노예사회에 진입했음을 증명한다.

### 쓰촨 문명
쓰촨성에서 발견된 유적으로 말미암아 존재했던 것으로 알게 된 문명. 쓰촨 분지는 오랫동안 문명의 발견이 없었지만, 1986년에 쓰촨성 광한시의 삼성퇴 유적(三星堆遺跡)에서 대량의 청동기 유물이 발견되었다. 이곳 유적지에서는 특이한 특징을 가진 유물이 많이 발굴되었으며, 청동상의 얼굴에 씌우던 황금가면도 발굴되었다.

#### 바오둔 문화
바오둔 문화(宝墩文化)는 청두시 신진현 바오둔촌에서 발견된 기원전 2500년에서 기원전 1750년경의 유적지이다. 신석기 시대의 성벽에 둘러싸인 취락이 청두 평원의 민강 선상지에 복수 존재했다. 최대의 유적인 보물 유적은 1990년대에 발견되었고 발굴이 계속되고 있다.

#### 삼성퇴 유적
삼성퇴 유적(三星堆遺跡)은 쓰촨성 삼성퇴에서 발견된 유적으로 기원전 2600년경에서 기원전 850년경의 유적으로 추정된다. 대량의 청동기가 출토되었고, 눈이 올라간 가면과 세로 눈의 가면, 황금 지팡이 등이 나왔으며, 자안패(子安貝)나 상아 등도 출토되어 권력 계측의 존재를 알려주는 유물들이 출토되었다. 청동기에는 원시적인 과정이 없이 고도의 청동기가 제작되었기 때문에 황하 유역에서 기술이 유입된 것으로 추측된다. 장강 문명과 같이 문자는 발견되지 않았다.

### 전국~삼국 시기
개명 왕조는 광도(廣都)에 도읍을 세웠는데 초기 국력이 강성하였다. 기원전 4세기, 개명 9대 왕조는 화하(華夏) 시기의 예법 제도를 따르기 시작했고, 도성을 광도에서 청두로 옮겼다. 진(秦) 혜문왕(惠文王) 9년(기원전 316년), 진은 천하 통일을 준비하였고, 돌소(石牛)로 길을 내어 촉을 토벌하였다.
촉을 점령한 진은 촉(蜀)과 한중(漢中) 두 군(郡)을 세웠다. 사천 지역에서는 점진적으로 진의 제도가 실시되어 봉건 사회로 진입하기 시작했다. 진 소양왕(昭襄王)에서 장양왕(莊襄王) 시기(기원전 247~227년), 촉군태수(蜀郡太守) 이빙(李氷)은 촉 지역을 개발하기 위해 여러 중대 조치를 취하였다. 그 예로 두장옌(都江堰)을 건설하고, 검강(檢江)과 비강(郫江) ― 現 난허(南河)와 진장강(錦江)사이 ―의 수로를 열어 성도 평원을 날로 풍요롭게 하여 진시황의 중국 통일에 중요한 물질적 자원을 제공하였다.
서한(西漢) 시기 이후 쓰촨 지역은 사회, 경제, 문화가 빠르게 발전하여 번영의 수준이 관중 지역을 넘어서 ‘천부지국(天府之國)’으로 불리었으며 이는 지금까지도 이어지고 있다. 한 경제(景帝)의 즉위시기, 촉군태수에 오른 문옹(文翁)은 성도에 중국의 첫 번째 관영 학당인 문옹석실(文翁石室)을 세웠고 이때부터 촉 지역은 학문이 대성하여 제노(齊魯)지역과 어깨를 나란히 했다. 서한 시기 말, 익주(益州)를 점거한 공손술(公孫述)은 국호를 성가(成家)라 하고 성도에 도읍을 세웠다.
동한(東漢) 말(189~214년), 익주는 또다시 유언(劉焉) 부자(父子)에 의해 할거되었다. 이후 유비(劉備)는 성도에서 제위에 올랐는데 이를 역사적으로 '촉한'(蜀漢, 221년~263년)이라 한다. 촉한의 영토는 오늘날의 충칭(重慶), 쓰촨(四川), 윈난(雲南)지역 대부분, 구이저우(貴州)지역 전체, 산시(陝西)와 간수(甘肅)지역 일부를 포함한다. 이로써 위(魏), 촉, 오(吳) 삼국이 병립하는 국면이 형성되었다. 촉한의 승상(丞相) 제갈량(諸葛亮)은 온 마음을 다하여 정치를 돌보아 촉나라 사회와 경제를 크게 발전시켰다.

### 양진~수당 시기
촉한의 마지막 군주 염흥(炎興) 원년(元年)(263년), 촉이 위에 의해 소멸된 지 얼마 지나지 않아 사마염(司馬炎)이 진(晉) 왕조를 세웠다. 서진(西晉) 후기인 영흥(永興) 3년(306년), 이웅(李雄)은 성도에서 제위에 올랐고 국호를 대성(大成)이라 하였다. 동진(東晉) 함강(鹹康) 4년(338년), 이웅의 조카 이수(李壽)가 다시금 국호를 '한(漢)'으로 고쳤기 때문에 역사적으로 이를 합하여 '성한(成漢)'이라 한다. 성한은 '십육국'(十六國) 중 가장 일찍 세워진 국가로 전성시기 그 영토가 쓰촨 분지 및 주변의 일부지역까지 미쳤다.
동진 영화(永和) 3년(347년)에서 수 개황(開皇) 원년(581년), 쓰촨 지역은 수 왕조의 영토에 편입되었고, 동진, 전진(前秦), 초종(譙緃), 남조(南朝)의 송(宋)·제, 양, 북조(北朝)의 서위(西魏), 북주(北周)의 순으로 총 8개의 정권의 통치를 받았다. 정치가 불안했기 때문에 전란이 빈번했고 사회 경제가 정체되어 있었다.
수당 시기, 쓰촨 지역은 사회가 안정되고 경제는 전성 시기를 맞이하여 '양일익이(揚一益二; 揚은 지금의 장난(江南) 지역)'라 하였다. ‘안사의 난’이 발발하자 당 현종은 촉으로 피난하였다. 그 후에도 다시 여러 당의 군주가 촉으로 피신하였는데, 예를 들어 당 덕종은 주비의 난, 당 희종은 황소의 난으로부터 피신하였다.
당 천우 4년(907년), 당 왕조가 멸망하고 왕건(王建)과 맹지상(盟知祥)이 각각 18년과 31년에 연이어 쓰촨 지역에 전촉과 후촉 정권을 세웠다. 전촉과 후촉 모두 전기에 ‘휴양생식(休養生息)’정책을 채택하여 중원전투에 휘말리지 않았기 때문에 사천 일대는 전국에서 가장 번영한 지역이 되었다. 북송시기 건덕 3년(965년) 송나라 군이 후촉을 멸하였다.

### 송원~명청 시기
송·원 시기 사천 지역에서는 왕소파(王小波)의 난, 이순(李順)의 난 등 대규모 농민 봉기이 수차례 일어났다. 그러나 전국의 다른 지역과 비교해서 여전히 안정되어 있었던 쓰촨 지역은 사회경제가 지속적으로 발전하여 양송(兩宋)지역은 금과 몽골을 저지하는 후방이 되었다. 원 초기 사천 지역은 반세기동안 이어진 전란으로 경제가 크게 파괴되었다.
명 홍무(洪武) 4년(1371년), 명 왕조는 군사를 일으켜 사천 지역을 명 왕조의 영토로 유입시켰다. 명 말기 장헌충(張獻忠)의 봉기군이 쓰촨 지역에 들어와 대서 정권(1644년~1646년)을 세우고 성도를 서경(西京)으로 삼았다. 청 초기 30여 년간 사천은 줄곧 전란에 휩싸여있었고 강희 20년(1681년)에서야 비로소 안정된 시기에 접어들었다. 가경(嘉慶) 원년(1796년), 사천, 하북(河北), 산시 지역에서 백련교도의 난이 발발하였고, 봉기는 9년 지나서야 비로소 진압되었다.
송 말기에서 청 초기, 사천 지역은 전대미문의 전란 속에서 인구가 급감하고 경제가 쇠퇴하였다. 그리하여 조정은 명초와 청초 두 차례에 걸쳐 대규모 이민 운동을 추진하였는데 이를 역사적으로 '호광전사천'(湖廣塡四川)이라 한다. 두 차례의 이민 운동으로 인구가 부족한 사천은 대량의 노동력을 얻을 수 있었고 이로써 사회경제가 빠르게 회복되었다.

### 근대~현재
1840년, 아편 전쟁이 중국 근대사의 서막을 열었다. 그러나 1895년에 이르러 이홍장(李鴻章)과 일본 정부 대표 이토 히로부미가 시모노세키 조약을 체결함으로써 사천의 문호 충칭을 무역항으로 개방하도록 규정하였으니 이때서야 진정한 근대에 들어섰다고 할 수 있다. 이로써 자연히 사천 사회의 경제가 점차 붕괴되고 반식민지화되자 민족자본주의의 맹아가 싹트기 시작했다.
1860년대, 석달개(石達開)가 쓰촨에 진입한 후 또다시 성도 교안 사건과 의화단 운동이 일어났다. 사천에서 발발한 보로운동(保路運動)은 신해 혁명의 도화선이 되었다. 1911년 성도는 독립된 군 정부를 세웠다. 1912년 쓰촨은 정식으로 중화민국의 한 개 성(省)이 되었다. 그러나 이후 사천은 장장 21년간의 군벌혼전시기에 빠졌는데, 1933년에 이르러 류샹(劉湘)이 장제스가 사천성에 진입하려는 반란을 차단하고 이를 평정하였다.
항일전쟁이 발발하자 중국 연해(沿海)․연강(沿江)지역의 각종 공업, 광업 기업, 고등 교육 기관, 문화 단체가 잇달아 사천 지역으로 옮겨왔고, 사천 지역은 다시금 중국의 후방이 되었다. 동시에 300만 사천 군이 사천 지역으로부터 출병하여 항전함으로써 항일전쟁에 큰 공헌을 하였다.
1949년 12월 10일, 장제스는 아들 장징궈를 데리고 청두에서 타이완으로 날아갔다. 그 후 사천과 서강(西康) 지역은 연이어 정권이 교체되었다. 1950년에는 천동(川東)･천서(川西)･천남(川南)･천북(川北), 네 행서구(行署區)가 설치되었으나, 1952년 이들은 합쳐 사천성이라는 행정구획을 회복하였다. 1954년 7월 기존의 중앙직할시(直轄市) 충칭시가 사천성으로 편입되어 성할시(省轄市)로 바뀌었다. 1955년, 시캉 성이 폐지되고 금소강(金沙江) 이동(以東)지역이 사천성으로 분리 편입되었다. 1997년 충칭시, 만소시(萬縣市), 배령시(涪陵市), 금강(黔江) 지역이 사천 지역으로부터 분리되어 충칭직할시가 재건되었다.

## 지리

### 지형
중화인민공화국 남서부 지역 장강(창강) 상류에 위치한 쓰촨성(四川省)은 북위 26˚03′-34˚19′, 동경 97˚21′~108˚31′ 사이에 자리 잡고 있다. 성 전체 길이는 가로 1075km, 세로 921km이며 면적은 약 491,147km2이다. 중국 34개 1급 행정단위 중 면적이 5번째로 크며, 23개 성(省) 중에서는 칭하이성(青海省) 다음으로 두 번째로 크다. 대한민국(남한) 전체면적의 약 4.9배에 해당하며, 중국 전체면적의 약 5.07%를 차지한다. 크게 서부의 티베트고원과 동쪽의 쓰촨 분지로 나뉘고 충칭시, 산시성, 간쑤성, 칭하이성, 윈난성, 구이저우성과 티베트 자치구와 인접해 있다.
쓰촨성(四川省)은 룽먼산(龍門山)-다량산(大涼山)을 경계로 동부 쓰촨 분지와 분연산 지역(盆緣山地區) 및 서부 천서고산고원(川西高山高原)과 천서남산지(川西南山地)로 나뉜다. 쓰촨은 지형이 매우 복잡하고, 티베트고원(青藏高原), 헝돤산맥(橫斷山脈), 윈구이고원(雲貴高原), 친링산맥(秦嶺)-다바산맥(大巴山)산지 등을 포함해 대 지형을 형성한다. 중국 지형의 제1, 2계단에 걸쳐있고, 북서쪽에서 남동쪽을 향해 기울어진 서고동저 형태를 취한다. 천서지역 다쉐산맥(大雪山脈)의 궁가산(貢嘎山)은 해발이 7,556m로 전 성에서 가장 높은 곳이다.

### 수문
북부의 아바 티베트족 창족 자치주(阿壩藏族羌族自治州) 내의 황하 유역을 제외한 그 밖의 사천성(四川省)은 모두 장강 유역에 속한다. 창강을 따라 사천성의 제일 큰 하류를 지나 상류하면 사천과 티베트를 경계 짓는 금사 강(金沙江)에 이른다. 주요 지류는 야룽강(雅礱江), 다두허(大渡河)과 칭이강(青衣江)을 포함한 민강(岷江), 타강(沱江), 자링강[嘉陵江, 부강(涪江), 거강(渠江) 포함], 츠수이허(赤水河) 등이다. 쓰촨성은 수력 에너지 자원이 풍부한 지역 중의 하나이며 대량의 수력발전소를 가지고 있다.
사천성 호수의 대부분은 빙식호(冰蝕湖), 용식호(溶蝕湖), 언색호(堰塞湖)를 위주로 하여 서부와 북서부 고산고원 지역에 주로 분포해 있다. 성 전체의 크고 작은 호수를 합하면 모두 1000개가 넘는다. 잘 알려진 호수로는 공해(邛海), 루구호(瀘沽湖) 등이다. 사천 북부의 약어개(若爾蓋)는 중국의 중요한 습지 지역이다.

### 기후
아열대(亞熱帶) 기후에 속하는 사천(四川)은 지형과 다른 계절풍(季風)에 의해 교대로 영향을 받아 다양한 기후를 보인다. 일반적으로 동부의 사천분지(四川盆地)는 아열대 습윤기후에 속한다. 서부의 고원지역은 지형에 영향을 받아 기후가 수직적인 기후 변화가 일어난다. 이 지역부터 남부지역 까지의 북부 기후유형은 아열대에서 점차 과도기적인 아한대(亞寒帶)기후에 속한다. 기후는 수직방향으로 아한대(亞寒帶)에서 영동대(永凍帶)까지 여러 가지 기후 유형이 나타난다. 사천분지(四川盆地)의 연간 일조는 300~1600 시간이며, 전국 일조량의 최소 지역이다.

### 기온
동부 사천분지(四川盆地)의 매년 평균 기온은 14~19 °C으로 중국 같은 위도상의 다른 지역(장강 중・하류] 등) 보다 1 °C가량 높다. 제일 한랭한 1월 평균 기온은 3~8 °C이고 제일 무더운 7월 평균 기온은 25 °C~29 °C이며 봄철 및 가을철 기온은 연평균 기온에 가깝다. 쓰촨 지역은 4계절이 뚜렷하고, 연중 280~300일은 서리가 내리지 않는다.
천서고원(川西高原) 대부분 지역의 연평균 기온은 8 °C이하다. 그중 1월 평균 기온은 -5 °C 안팎이고, 7월 평균 기온도 10 °C~15 °C 밖에 되지 않아 1년 내내 여름이 없고, 겨울이 길다. 천서남산지(川西南山地)의 연평균 기온 또한 지형에 따른 차이로 인해 골짜기 지역 온도가 15 °C~20 °C, 산지는 5 °C~15 °C로 낮은 편이다.

### 강수량
동부 사천분지(四川盆地) 연강수량은 900~1200mm이고, 그중 분지 주변 산지의 강수량이 분지 안쪽보다 높다. 분지 중에서도 서연산지(西緣山地)가 연강수량이 제일 높으며 강수량이 1300~1800mm에 이른다. 계절상으로 말하면 사천의 겨울철 강수량은 낮은 편으로, 연간 총 강우량의 3~5%밖에 차지하지 않는다. 여름철 강수량은 높아 연간 총강수량의 80%를 차지한다. 겨울엔 건조하고 여름에는 비가 온다. 사천고원의 대부분 지역의 강우는 적다. 연강수량은 600~700mm이고 그중 진사강 하곡의 강수량은 400mm밖에 되지 않아 사천성에서 제일 강우량이 낮다. 우기는 6~9월에 해당하며 일 년 총 강우량의 70~90%를 차지한다. 11~4월은 건기이다. 천서남산(川西南山)지역은 다른 곳과 강수 차이가 크고 건조하고 습한 계절의 차이가 뚜렷하다.

## 환경자원

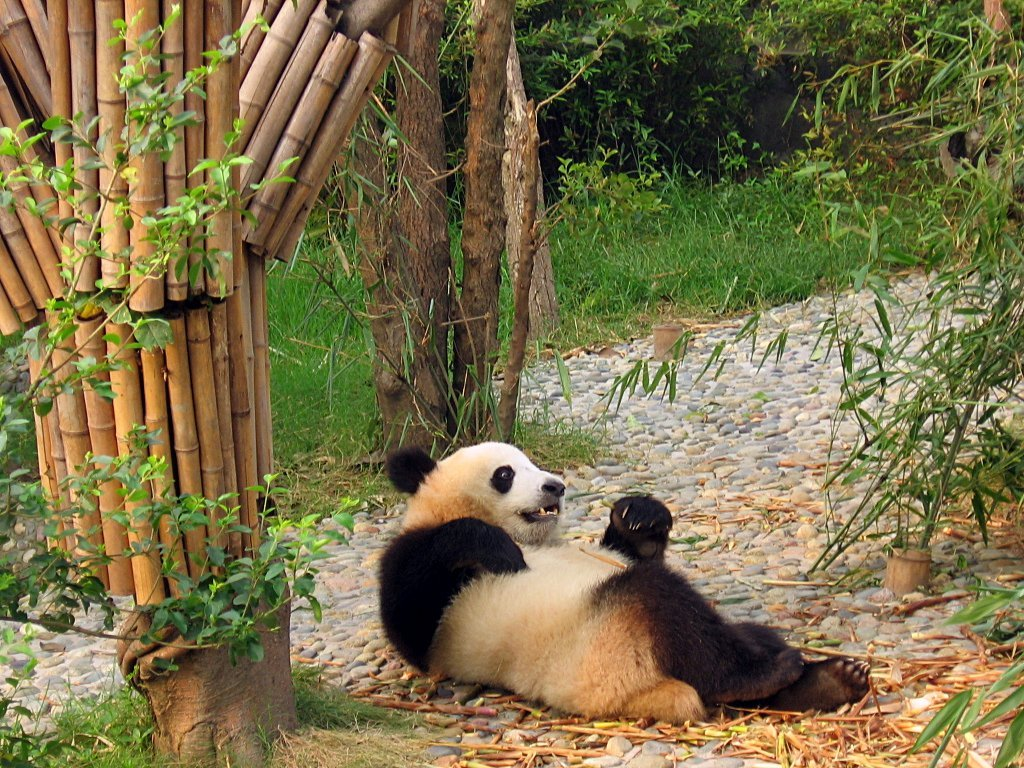
청두에서 팬더 번식지 연구 대상으로 여기는 팬더

쓰촨은 여행자원이 풍부하고, 그 자연이 사람들을 매료시킬 만큼 아름다워 갈수록 관광객이 많아지는 추세다. 2004년 쓰촨 성 여행 총수입은 566.23억 원을 기록해 전국 성 GDP의 8.6%를 차지했다. 사천은 북경, 상해, 광주에 이어 4번째로 72시간 무비자 국경통과 도시이면서, 25개 국내외 직항 항공편이 있어, 접근성이 뛰어나다. 2013년 방문객은 약 210만 명이며 이중 한국인 방문객은 약 12만명으로 전년대비 6천명 증가하는 등 한국인 여행객 증가세가 이어지고 있다. 쓰촨에는 현재 유네스코가 지정한 5곳의 문화유산이 있다.(아래 표 참조), 연합국에서 포함시킨 잉여생물권계획으로는 자연보호구 4곳, 국가4A급 여행경구 17곳, 국가급풍경명승구 15곳, 국가급자연보호구 17곳, 국가급산림공원 25곳, 세계 지질공원 1곳, 국가급지질공원 8곳, 전국중점문물보호단위 62곳, 중국역사문화명성 7자리, 중국우수여행지시 10자리가 있다.
| 사천의 세계문화유산 | 사천의 세계문화유산 | 사천의 세계문화유산 | 사천의 세계문화유산    |
| 명칭                | 유형                | 등재시기            | 장소                   |
| ------------------- | ------------------- | ------------------- | ---------------------- |
| 구채구풍경구        | 자연유산            | 1992년              | 아바                   |
| 황룡풍경구          | 자연유산            | 1992년              | 아바                   |
| 어메이산과 낙산대불 | 복합유산            | 1997년              | 러산                   |
| 청성산과 도강언     | 문화유산            | 2000년              | 청두                   |
| 사천팬더서식지      | 자연유산            | 2006년              | 청두, 아바, 감자, 예안 |

중국 내에서 쓰촨이 보유한 여행자원의 순위는 높으나, 2004년 쓰촨성 여행 총수입은 전국 9위에 그쳐 쓰촨이 가진 풍부한 자원과 견주지 못한 서열을 기록했다. 쓰촨성은 관광객을 늘리기 위해 부단히 노력하고 있다.

## 행정구역
- 지급 행정구역: 1개의 부성급시와 17개 지급시, 3개의 자치주로 이루어진다.
- 현급 행정구역: 53개 시할구와 17개 현급시, 109개 현과 4개 자치현으로 이루어진다.

| 쓰촨성의 행정 구역 | 쓰촨성의 행정 구역                             | 쓰촨성의 행정 구역 | 쓰촨성의 행정 구역           | 쓰촨성의 행정 구역 | 쓰촨성의 행정 구역 | 쓰촨성의 행정 구역 |
| ------------------ | ---------------------------------------------- | ------------------ | ---------------------------- | ------------------ | ------------------ | ------------------ |
|                    |                                                |                    |                              |                    |                    |                    |
| №                  | 이름                                           | 한자               | 병음                         | 면적 (Km2)         | 인구 (2010년)      | 시청소재지         |
| 부성급시           |                                                |                    |                              |                    |                    |                    |
| 1                  | 청두시 (성도시)                                | 成都市             | Chéngdū Shì                  | 14378.18           | 14,047,625         | 우허우구           |
| 지급시             |                                                |                    |                              |                    |                    |                    |
| 2                  | 쯔궁시 (자공시)                                | 自贡市             | Zìgòng Shì                   | 4373.13            | 2,678,898          | 쯔류징구           |
| 3                  | 판즈화시 (반지화시)                            | 攀枝花市           | Pānzhīhuā Shì                | 7423.42            | 1,214,121          | 둥구               |
| 4                  | 루저우시 (노주시)                              | 泸州市             | Lúzhōu Shì                   | 12233.58           | 4,218,426          | 장양구             |
| 5                  | 더양시 (덕양시)                                | 德阳市             | Déyáng Shì                   | 5951.55            | 3,615,759          | 징양구             |
| 6                  | 몐양시 (면양시)                                | 绵阳市             | Miányáng Shì                 | 20267.46           | 4,613,862          | 푸청구             |
| 7                  | 광위안시 (광원시)                              | 广元市             | Guǎngyuán Shì                | 16313.70           | 2,484,125          | 리저우구           |
| 8                  | 쑤이닝시 (수녕시)                              | 遂宁市             | Sùiníng Shì                  | 5323.85            | 3,252,551          | 촨산구             |
| 9                  | 네이장시 (내강시)                              | 内江市             | Nèijiāng Shì                 | 5385.33            | 3,702,847          | 스중구             |
| 10                 | 러산시 (낙산시)                                | 乐山市             | Lèshān Shì                   | 12827.49           | 3,235,756          | 스중구             |
| 11                 | 난충시 (남충시)                                | 南充市             | Nánchōng Shì                 | 12479.96           | 6,278,622          | 순칭구             |
| 12                 | 메이산시 (미산시)                              | 眉山市             | Méishān Shì                  | 7173.82            | 2,950,548          | 둥포구             |
| 13                 | 이빈시 (의빈시)                                | 宜宾市             | Yíbīn Shì                    | 13293.89           | 4,472,001          | 추이핑구           |
| 14                 | 광안시 (광안시)                                | 广安市             | Guǎng'ān Shì                 | 6301.41            | 3,205,476          | 광안구             |
| 15                 | 다저우시 (달주시)                              | 达州市             | Dázhōu Shì                   | 16591.00           | 5,468,092          | 퉁촨구             |
| 16                 | 야안시 (아안시)                                | 雅安市             | Yǎ'ān Shì                    | 15213.28           | 1,507,264          | 위청구             |
| 17                 | 바중시 (파중시)                                | 巴中市             | Bāzhōng Shì                  | 12301.26           | 3,283,771          | 바저우구           |
| 18                 | 쯔양시 (자양시)                                | 资阳市             | Zīyáng Shì                   | 5747.54            | 3,665,064          | 옌장구             |
| 자치주             |                                                |                    |                              |                    |                    |                    |
| 19                 | 아바 티베트족 창족 자치주 (아패장족강족자치주) | 阿坝藏族羌族自治州 | Ābà Zàngzú Qiāngzú Zìzhìzhōu | 82383.32           | 898,713            | 마얼캉시           |
| 20                 | 간쯔 티베트족 자치주 (감자장족자치주)          | 甘孜藏族自治州     | Gānzī Zàngzú Zìzhìzhōu       | 147681.37          | 1,091,872          | 캉딩시             |
| 21                 | 량산 이족 자치주 (양산이족자치주)              | 凉山彝族自治州     | Liángshān Yízú Zìzhìzhōu     | 60422.67           | 4,532,809          | 시창시             |

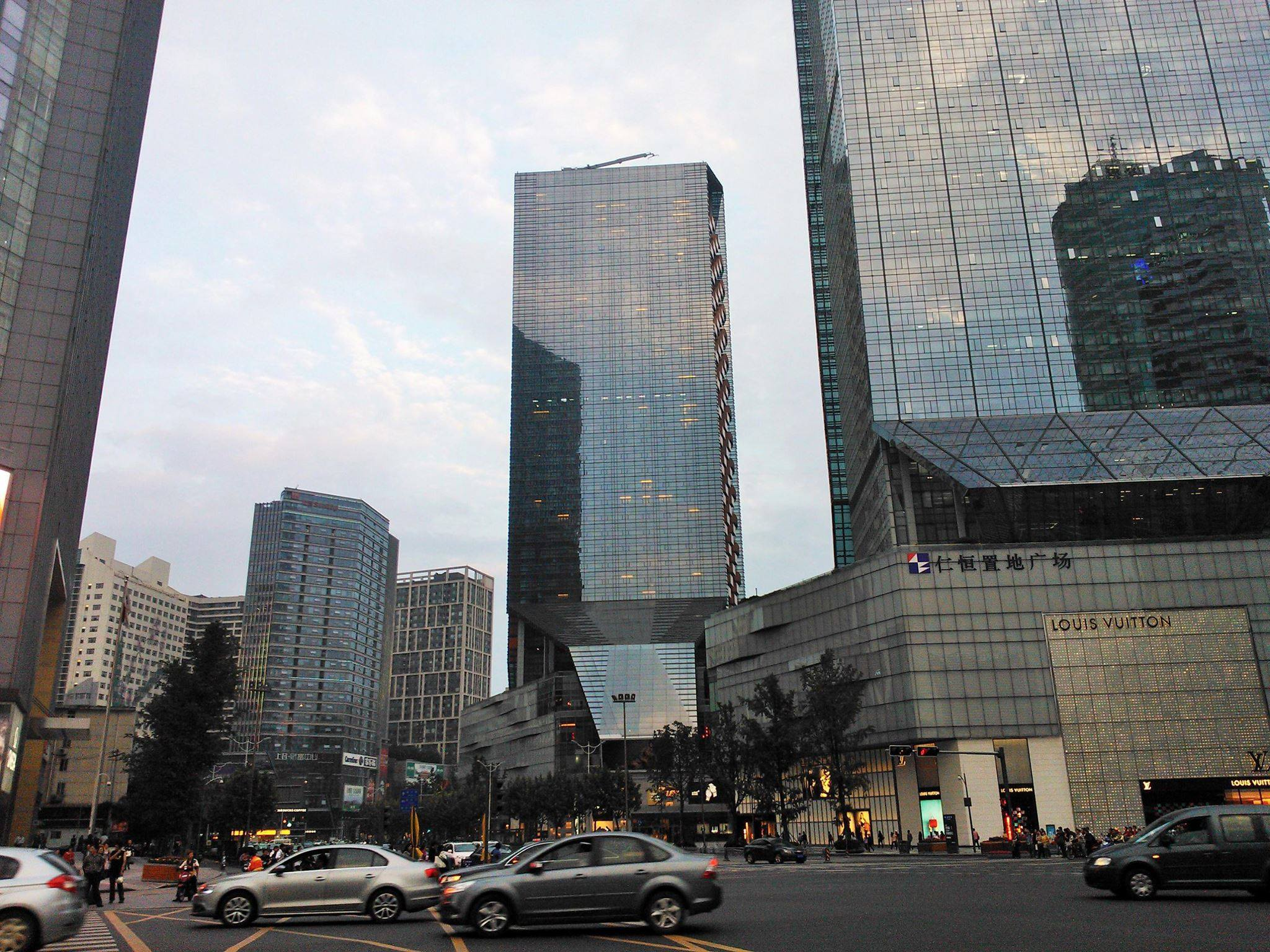
Hongzhaobi, South Renmin Road, Chengdu
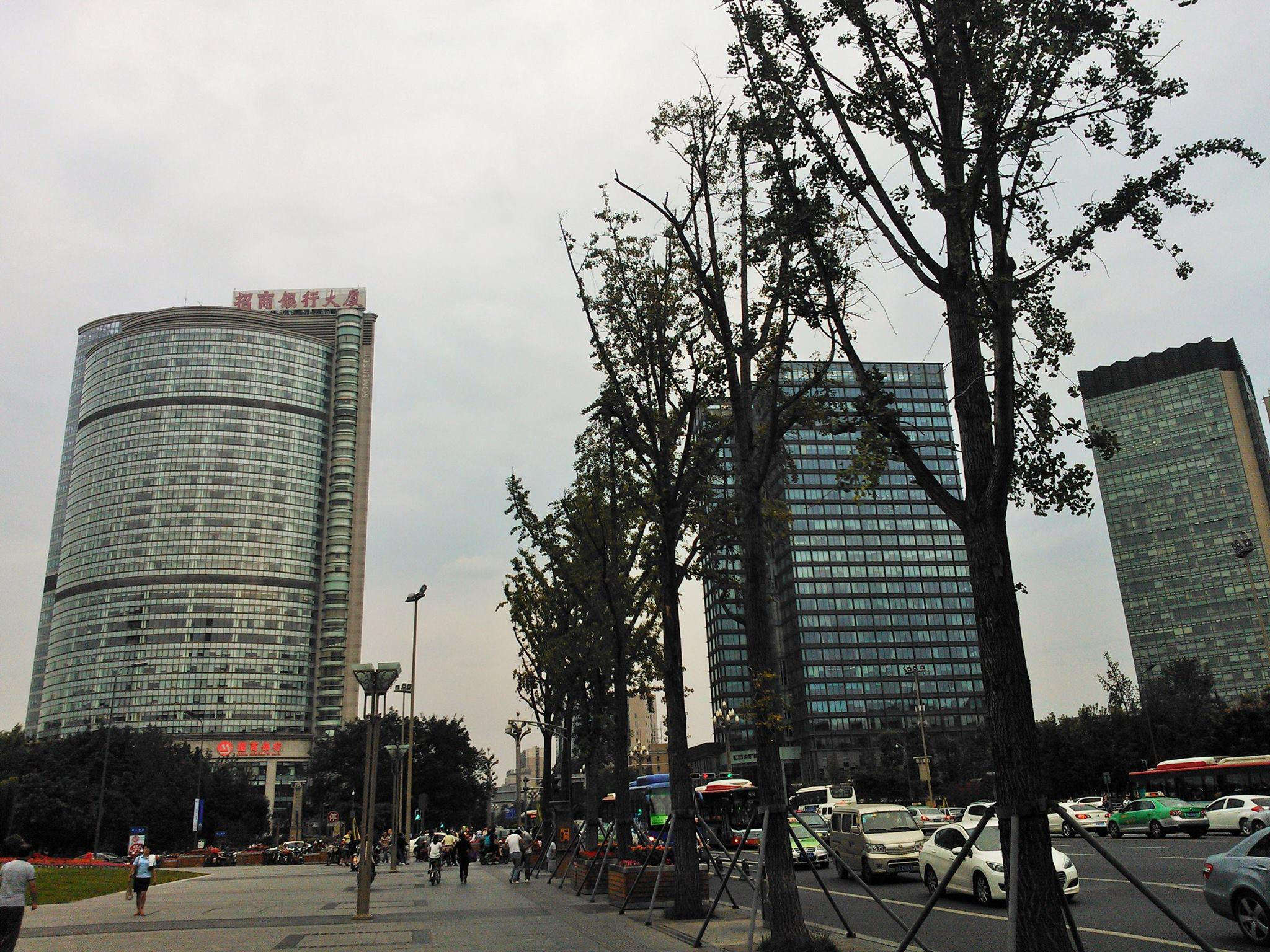
South Renmin Road, Chengdu
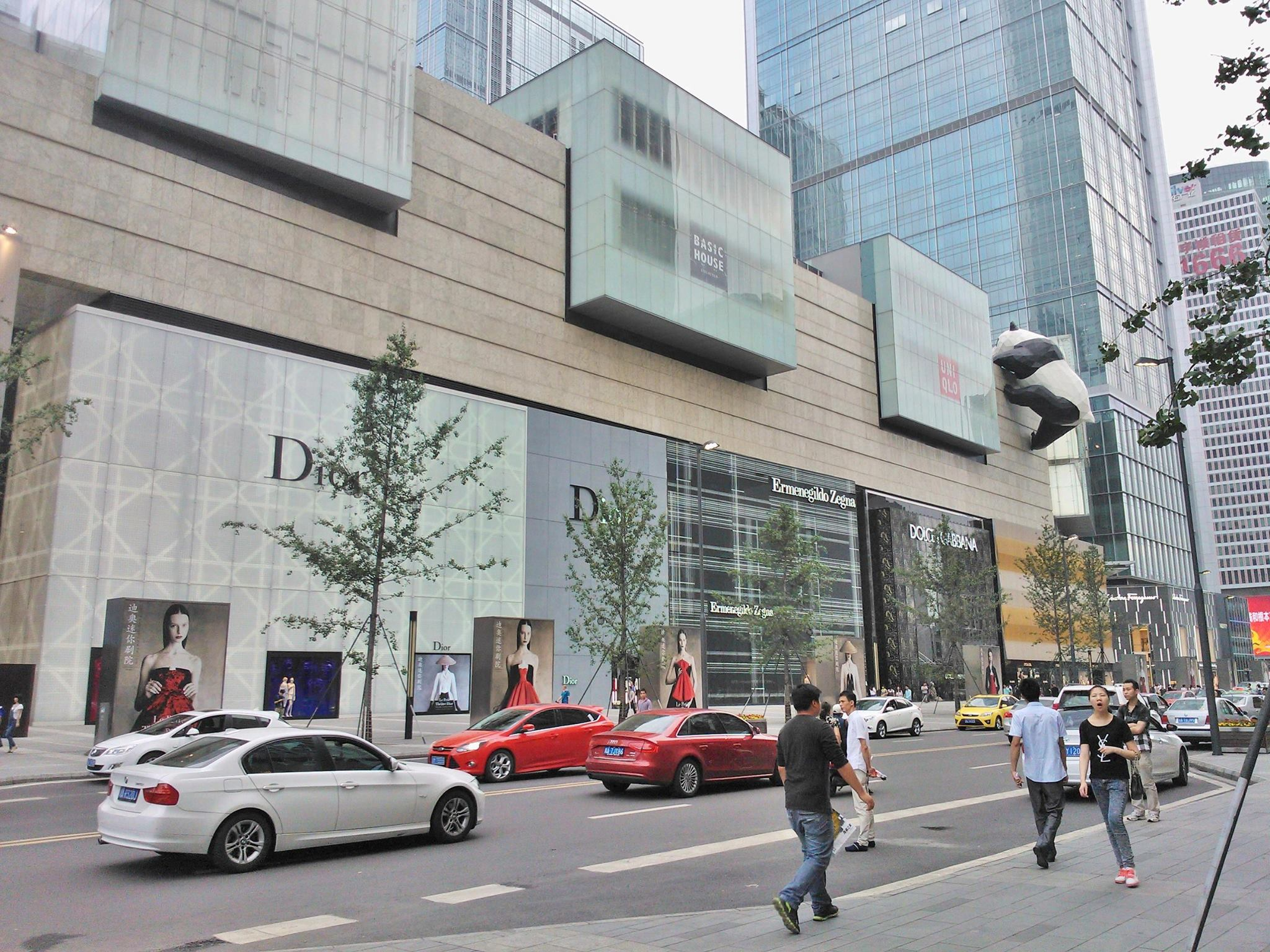
Hongxing Road, Chengdu
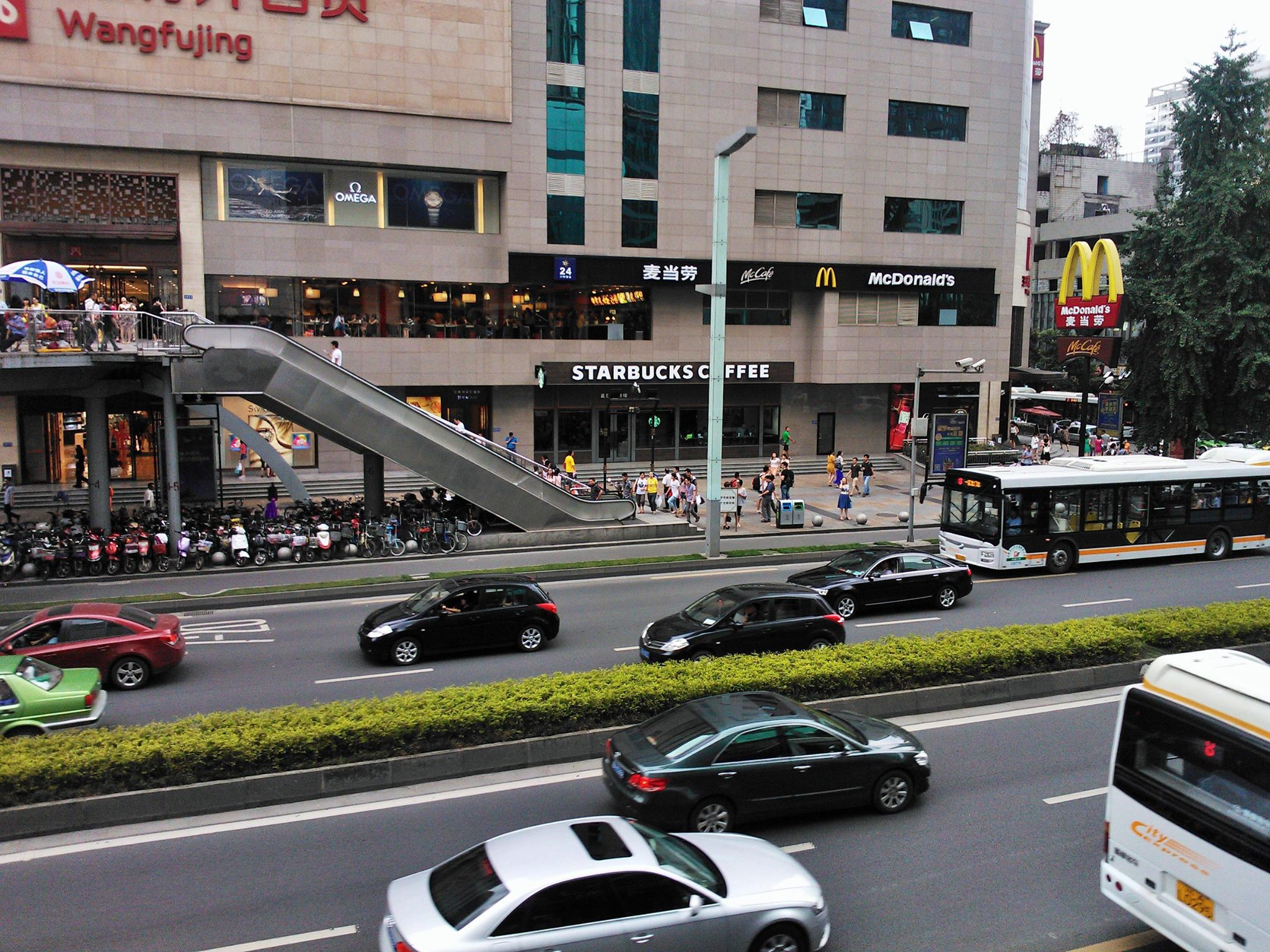
Zongfu Road, Shudu Ave., Chengdu
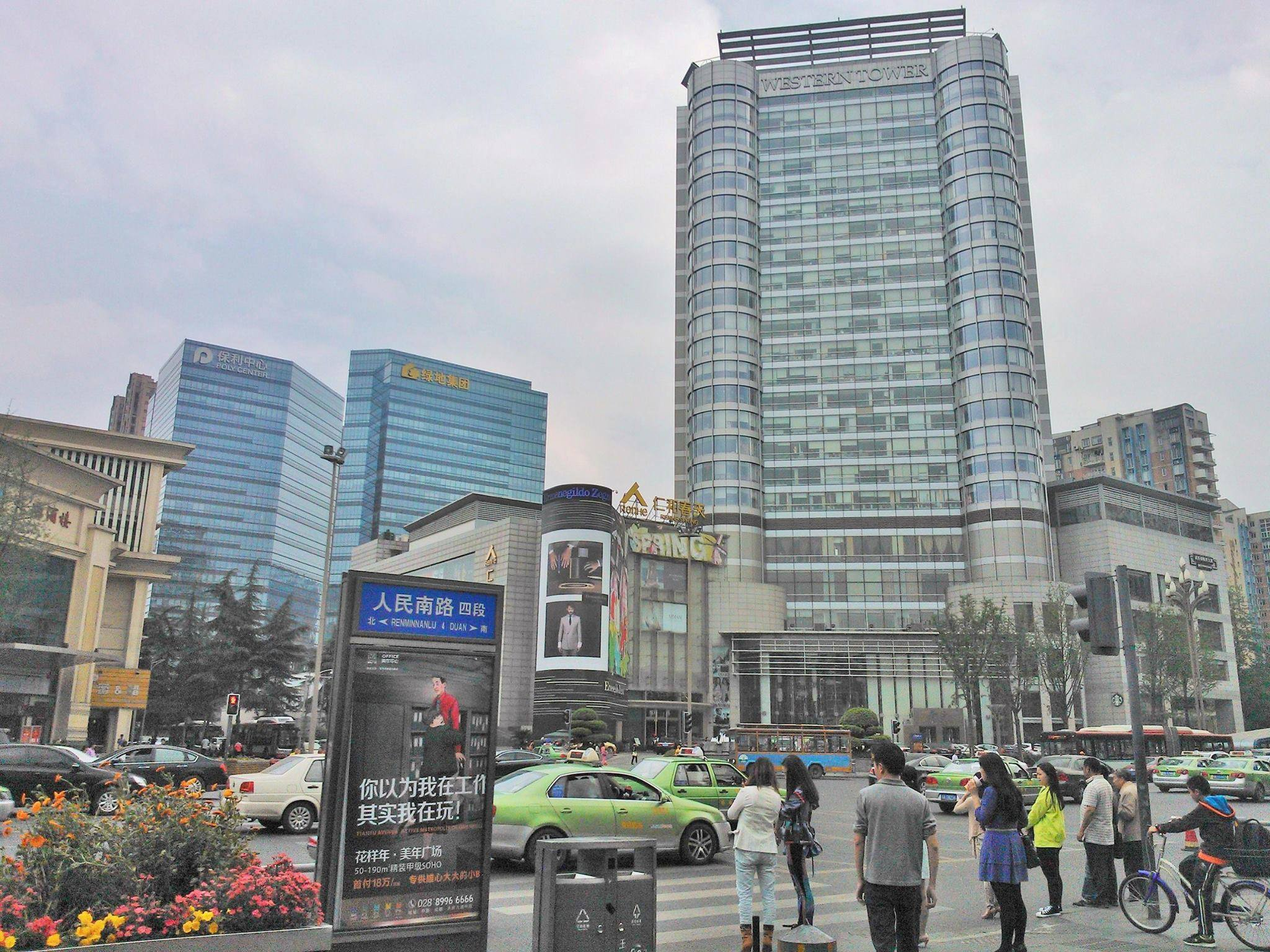
Nijia Qiao, South Renmin Road, Chengdu
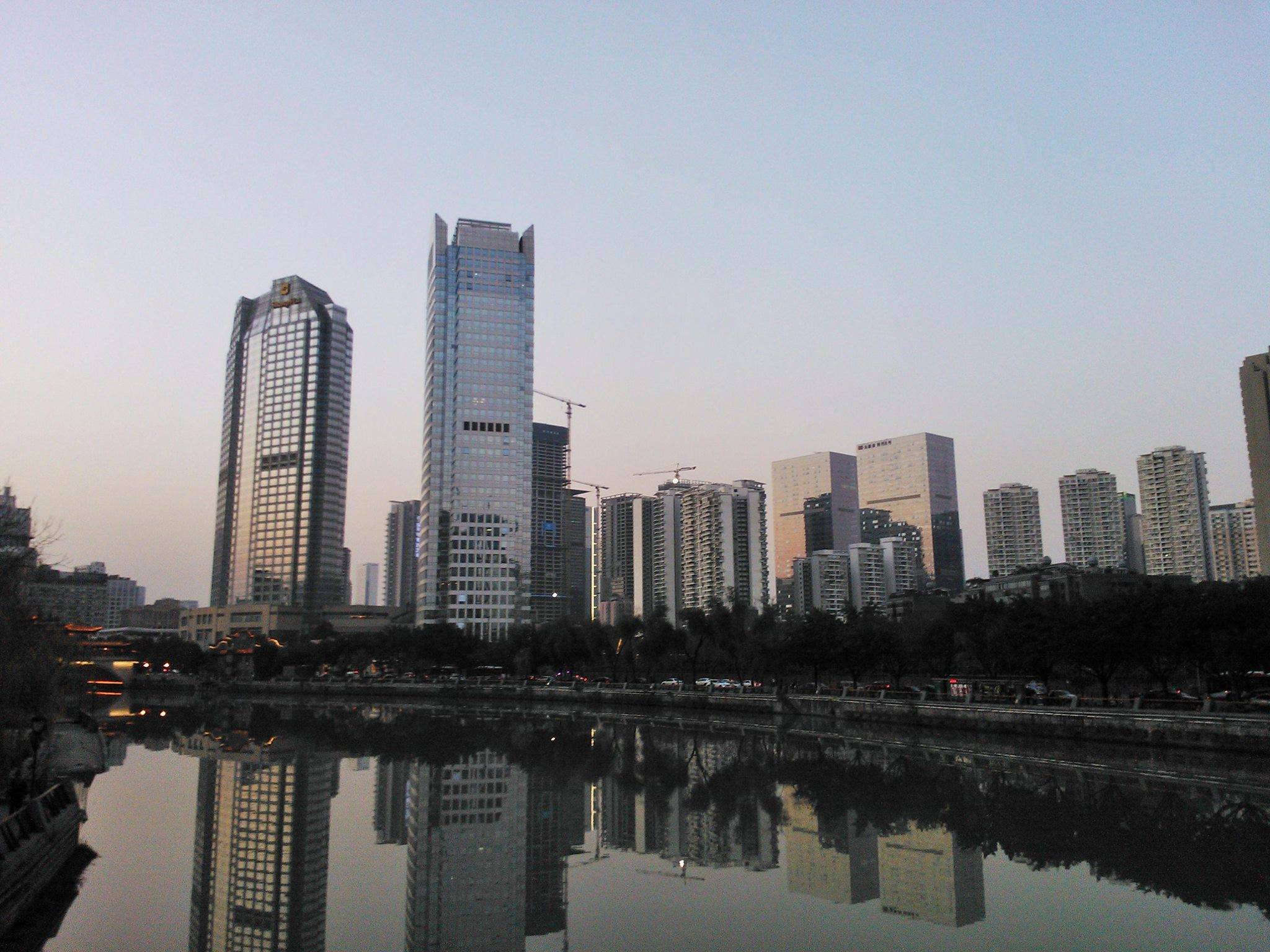
Jin River, Shangri-la Hotel Chengdu

## 경제
사천은 역사적으로 "풍요의 성"으로 알려져 있었으며 현재 중국의 주요 농업 기반 중 하나이다. 1999년에 쌀과 밀을 포함한 곡물의 생산량이 중국에서 1위를 차지했다. 상업 작물로는 귤, 사탕수수, 고구마, 복숭아, 포도 등이 있다. 사천은 또한 중국에서 돼지고기 생산량이 가장 많고 누에고치 생산량은 2위를 차지했다(1999). 사천은 광물 자원이 풍부하다. 132가지가 넘는 지하 자원이 매장된 것으로 확인되었고 그중 바나듐, 티타늄, 리튬을 포함한 11가지는 중국 제1의 매장량을 자랑한다. 쓰촨 지역에서만 중국 전체 철 생산량의 13.3%, 티타늄 생산량의 93%, 바나듐 생산량의 69%, 코발트 생산량의 83%를 차지하고 있다.
사천은 중국의 주요 공업 중심지 중 하나이다. 중공업 부문으로는 석탄, 에너지, 철강이 있고 경공업 부문으로는 건자재, 목재 가공, 식품과 비단 가공이 있다. 청두와 몐양은 직물과 전자 제품 생산의 중심지이다. 더양, 판즈화, 이빈은 각각 기계, 야금, 포도주의 중심지이다. 2000년에 중국 전체 포도주 생산량의 21.9%가 쓰촨에서 생산되었다.
전자, 정보산업(소프트웨어), 기계, 야금(자동차를 포함), 수력 전기, 제약, 식품, 음료 산업의 국내외 투자의 장려에 의해 사천은 현대 최첨단 산업 기반으로의 커다란 진전이 있었
자동차 산업은 쓰촨성 기계 산업의 중요한 부분이다. 자동차 제조 회사의 대부분은 청두, 몐양, 난충과 루저우에 위치한다.
사천 다른 중요한 산업으로 우주 항공 산업과 방위 산업을 포함한다. 수많은 중국의 로켓과 위성들이 시창시에 위치한 시창 위성발사센터에서 진수되었다.
사천의 아름다운 풍경과 풍부한 역사적 유적들은 성을 또한 관광업의 중심지로 만들었다.
세계에서 가장 큰 싼샤 댐이 쓰촨 분지의 홍수를 조절하기 위해 호북 성 주변의 장강에 건설되었다. 이 계획은 대체 에너지 자원을 향해 이동하고 공업과 상업 기반을 더 개발하려 노력하는 일부로부터 환영받았지만 다른 사람들은 침수 지역 주민들의 이주와 고고학 유적들의 손실, 생태학적 피해와 같은 잠재적인 해로운 효과들을 비판했다.
사천성의 2008년 명목 GDP는 1조 2500억 위안(1830억 달러)였고 1인당 GDP는 15378위안(2252달러)이었다. 2008년 도시민의 1인당 순이익은 4121위안(603달러)으로 2007년에 비해 16.2% 증가하였다. 도시민의 1인당 가처분소득은 평균 12633위안(1850달러)으로 2007년에 비해 13.8% 증가하였다.

### 외국 무역
사천 상업국에 따르면 2008년 성의 총 외국무역액은 220억 4천만 달러로 53.3% 증가하였다. 수출은 131억 달러로 52.3% 증가했고 수입은 89억 3천만 달러로 54.7% 증가했다. 이러한 성과는 중국의 외국 무역 정책의 변화, 위안화의 절상, 상업적인 유인책의 증가와 생산 비용의 증가 덕분이다. 18개의 도시들과 현들은 꾸준한 비율로 증가하는 것으로 보였다. 청두, 쑤이닝, 난충, 다저우, 아바, 량산이 40% 이상 증가한 반면에 러산, 네이장, 루저우, 메이산, 쯔양, 이빈은 20% 이상 증가했다. 쯔궁, 판즈화, 광안, 바중, 간쯔의 외국 무역액은 일정한 상태로 유지되었다.

### 최저 임금
2007년 12월 말에 쓰촨성 정부는 최저임금을 12.5% 올렸다. 월평균 최저임금은 400위안에서 450위안으로 올랐고 시간제 노동자의 시간당 임금은 4.9위안이 되었다. 정부는 또한 4단계의 최저임금을 3단계로 줄였다. 최고 등급의 최저임금은 월 650위안, 시간당 7.1위안으로 지정되었다. 중국의 법은 각 성들이 최저임금을 독자적으로 정하는 것을 허락하고 있으나 최저한계선은 월 450위안이다.

## 인구
2004년 사천성의 총인구는 8724.6 만 명에 도달했다. 사천 지역의 인구 절대다수는 한족(95%)이고 소수 민족이 인구의 5%를 차지한다. 소수 민족의 인구수는 415 만 명에 달하고 전국의 제 8위를 차지한다. 그중 인구수가 많은 소수민족을 순서대로 비교해보면 이족(212만), 티베트족(127만), 강족(30만), 묘족(15만), 회족(11만) 순서이다. 대약진 운동 시기에 1000만가량이 비정상적으로 사망했다.

## 문화
쓰촨에는 쓰촨분지의 지리적인 요소의 영향으로 분지의식이 존재한다. 쓰촨 문화는 그 외 지방문화와는 다르다.
쓰촨 사람의 방언을 쓰촨어라고 부른다. 그 언어는 관화방언에 속한다. 대량의 발음은 보통화와 비슷하나 말투의 기본은 같지 않고 간혹 특별한 어휘를 가지고 있다. 한어방언에 비추어 볼 때 쓰촨 방언은 5개의 방언 편(片)을 포함한다. 성유편(성도와 중경지방), 관적편(관현지방), 검북편(귀주), 곤귀편(귀주지방)과 월북편(광동지방)이 이에 해당한다. 4가지 편은 관화 방언인 서남관화에 속하고, 월북편(광동성)은 객가어에 속한다. 그중 성유편이 절대다수를 차지한다. 성유편은 고대 중국어 4성 발음이 지금의 제2성으로 귀착되었다는 특징이 있다.

## 종교
쓰촨성은 도교 문화가 발달했다. 동한(東漢)의 순제(順帝) 원년(元年; 142년), 장릉(張陵)이 노자를 교주로 삼아 "태상노군(太上老君)" 이라 칭하고,‘도덕경(道德經)’을 기본경전으로 하여 청두시(成都市) 대바현(大邑縣) 학명산(鶴鳴山)에서 도교를 창시했다. 장릉(張陵)을 가리켜 “장도릉(張道陵)” 또는 “장천사(張天師)”라고도 했으며, 도교는 초기에 “천사도(天師道)” 또는 “오두미교(五鬥米道)”라 불렸다.
불교가 사천 분지로 유입한 초기 연대는 아직 정확히 밝혀지지 않았다. 지방지(地方志)의 기록으로는 한대 고사(古寺)시기로 추정하여 동한(東漢)시대에 이미 불교가 사천 에 유입되었을 것이라고 본다. 또 다른 기록에서는 동보(東晉) 애상(哀帝) 성녕(興寧) 3년(원년 365년)에 중원(中原)에서 온 법화(法和)라 하는 한 승려가 사천 에 와서 불교의 발전을 위해 기초를 닦는 역할을 했다고 전한다. 쓰촨 서부 지역의 장족집거구(藏族聚居區) 에서는 토착화된 불교인 라마불교를 믿는다.

## 교육

### 고등교육기관
- 사천 대학(四川大學, 사천대학)
- 사천 사범대학(四川師範大學, 사천사범대학)
- 사천 농업대학(四川農業大學, 사천농업대학)
- 사천 이공대학(四川理工學院, 사천이공대학)
- 청두대학 (成都大學, 성도대학)
- 청두이공대학(成都理工大學, 성도이공대학)
- 청두중의약대학(成都中醫藥大學, 성도중의약대학)
- 전자기술대학(電子科技大學)
- 청두정보공정학원(成都信息工程學院, 성도정보공정학원)
- 서남교통대학(西南交通大學)
- 서남민족대학(西南民族大學)
- 서남재경대학(西南財經大學)
- 서남공업대학(西南工業大學)
- 서남기술대학(西南科技大學)
- 서화대학(西華大學)
- 서화사범대학(西華師範大學)
- 호주의학원(瀘州醫學院)
- 서남석유대학(西南石油大學)
- 사천 농업대학(四川農業大學)
- 사천 음악학원(四川音樂學院)
- 청두체육학원(成都體育學院)
- 면양사범학원(綿陽師範學院)
- 천북의학원(川北醫學院)

## 주민
거의 대부분의 주민이 한족이며 티베트족, 이족, 창족, 나시족 등 소수 민족도 거주한다.

## 같이 보기
- 2008년 사천성 대지진
- 장리인
- 샤오팅